# Le spie amano i fiori
Le spie amano i fiori è un film del 1966, diretto da Umberto Lenzi.